# RN3 (Benin)
De RN3 of Route nationale 3 is een nationale weg in het zuiden van het Afrikaanse land Benin. De weg loopt van Sakete via Pobe naar Ketou. In Sakete sluit de weg aan op de RNIE1 naar Porto-Novo en Lagos en in Ketou op de RNIE4 naar Bohicon en Abeokuta.
De RN3 is ongeveer 100 kilometer lang en loopt door het departement Plateau. 

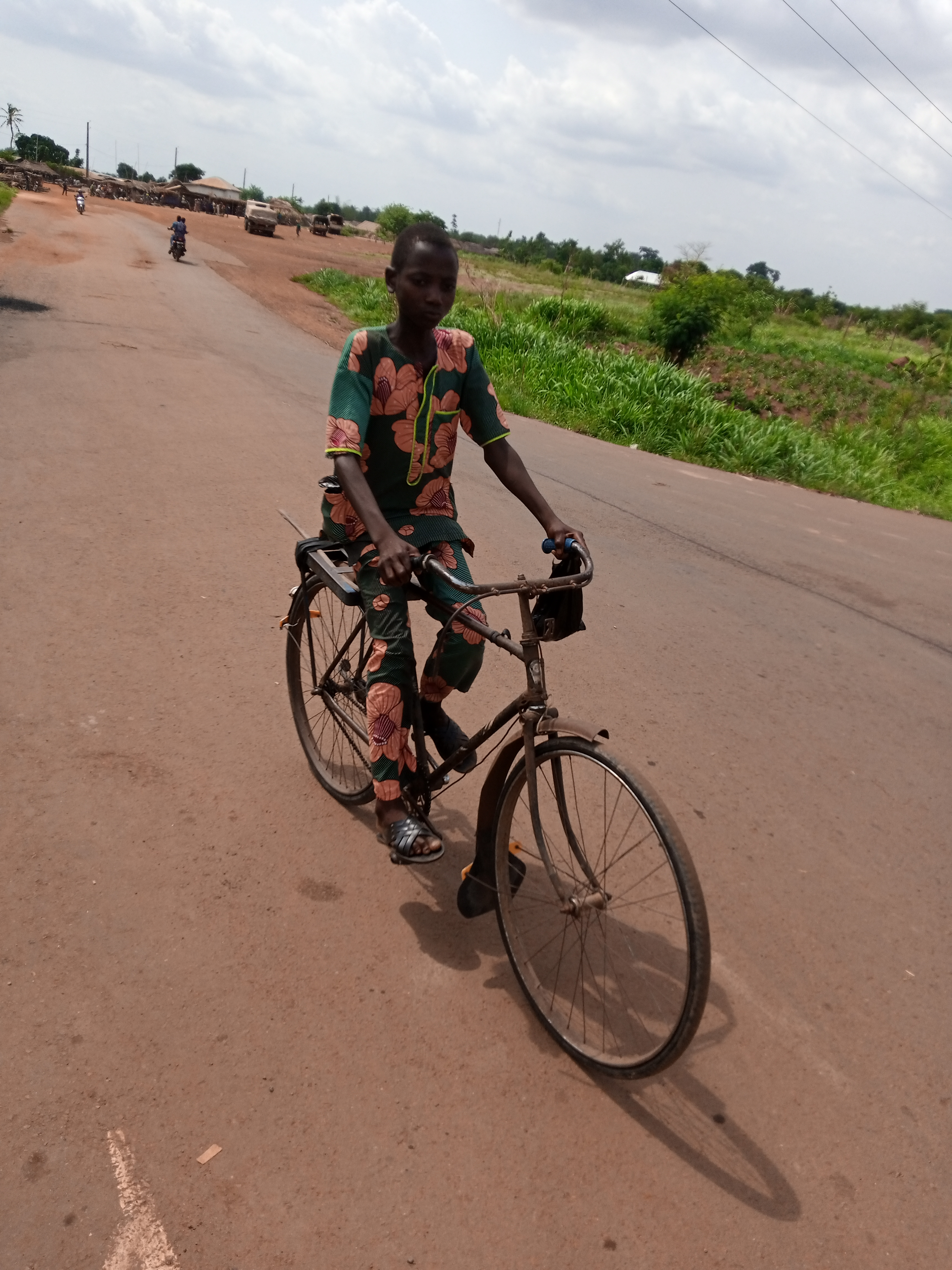
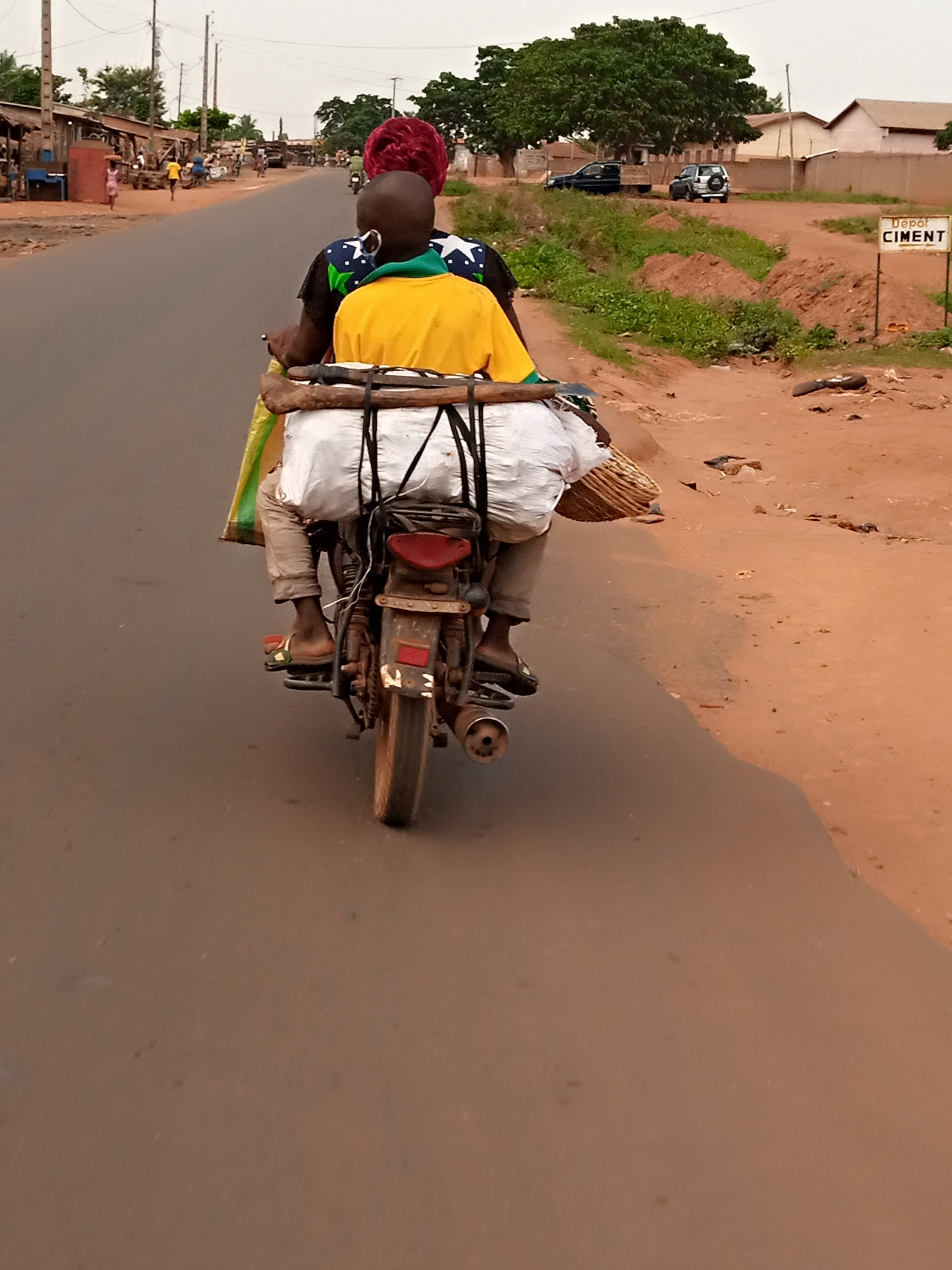
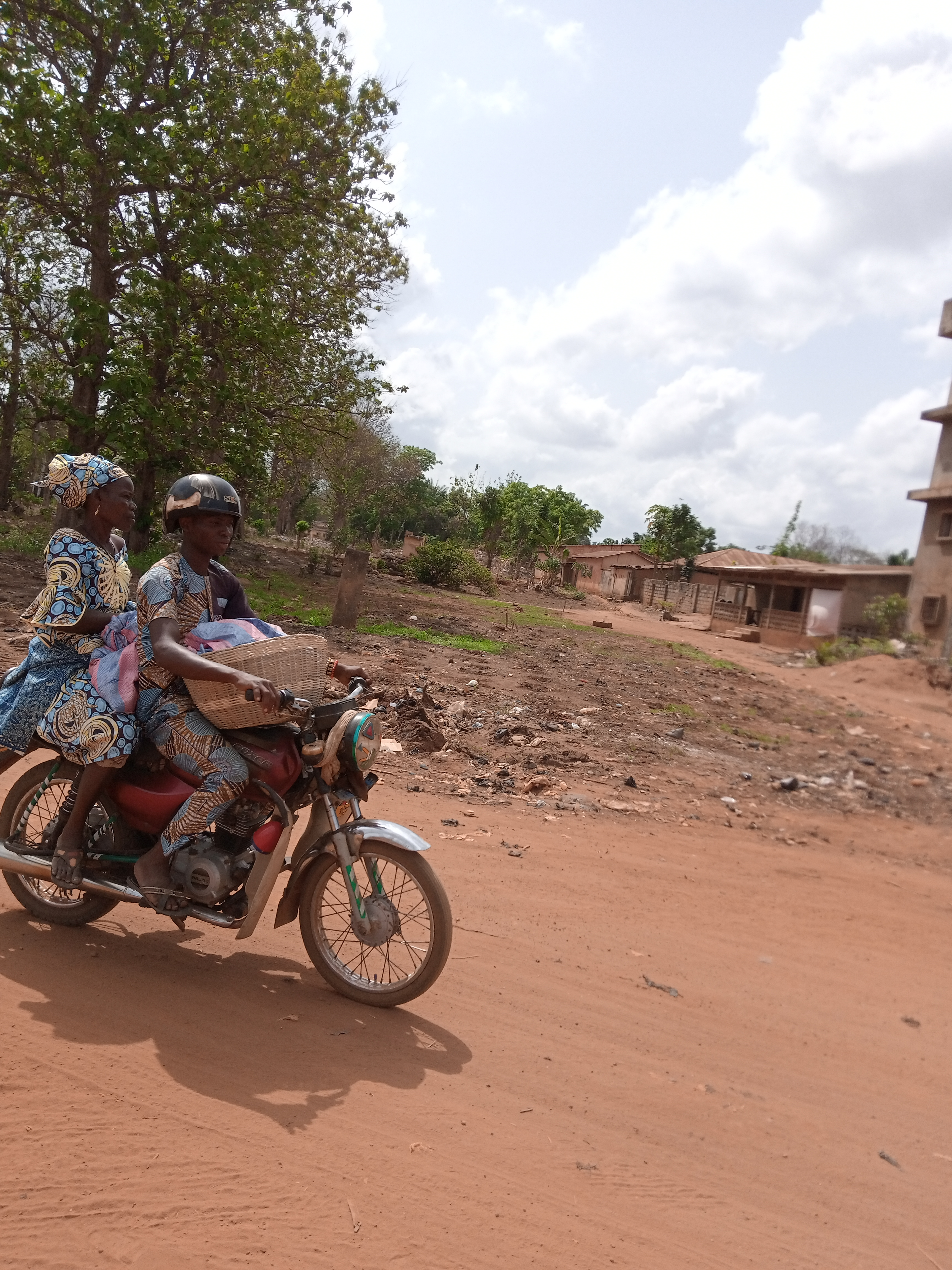
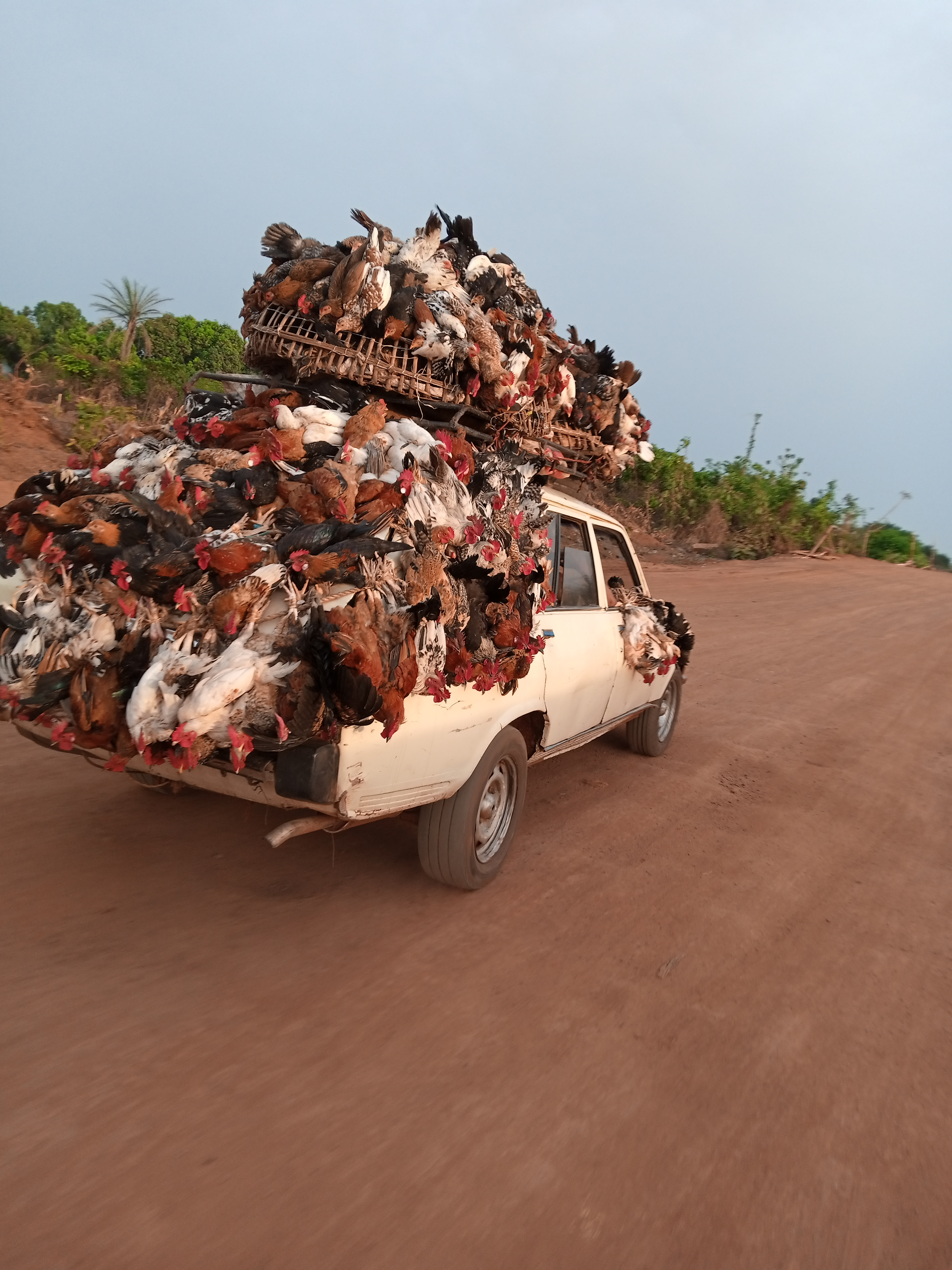
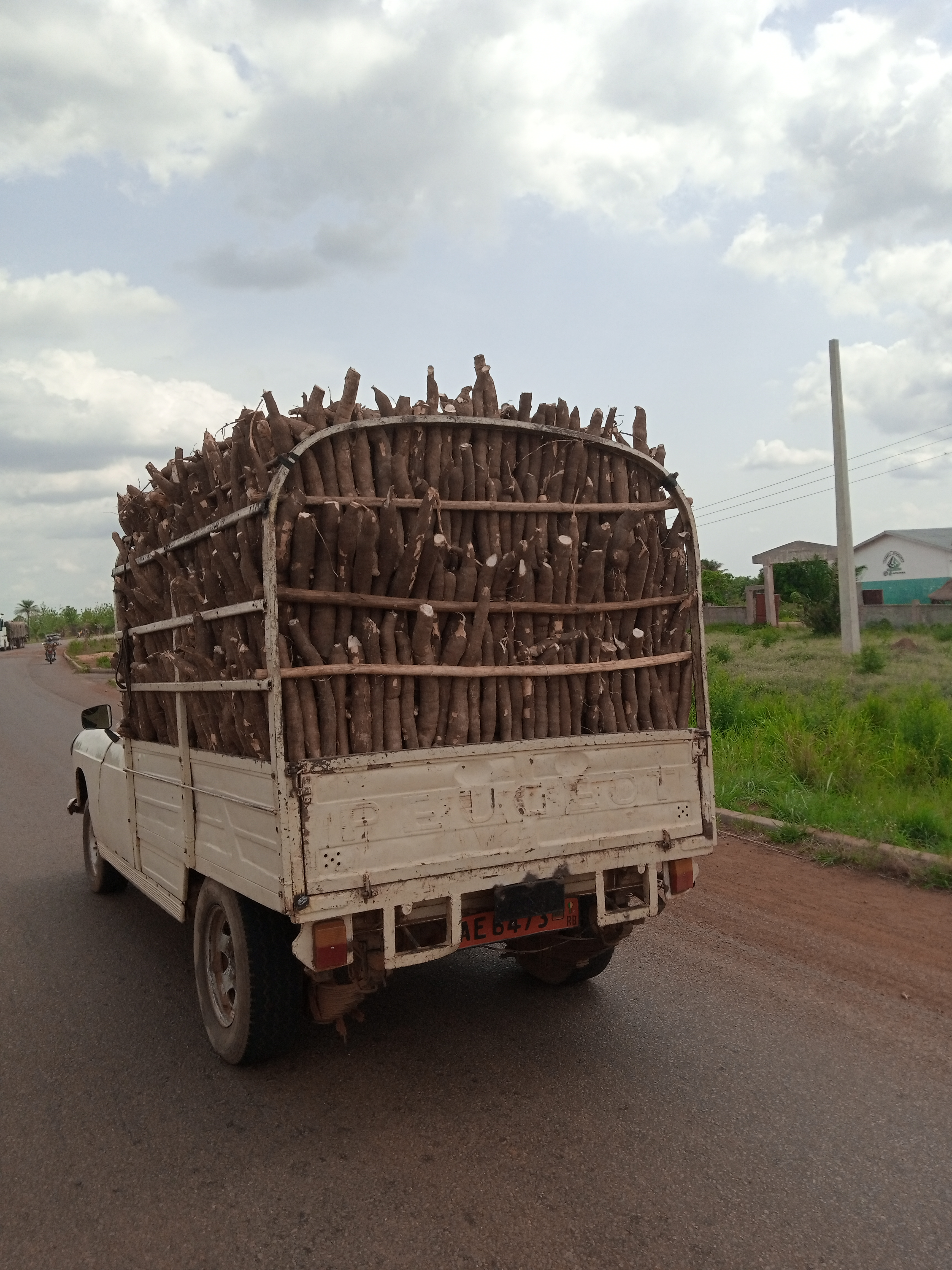
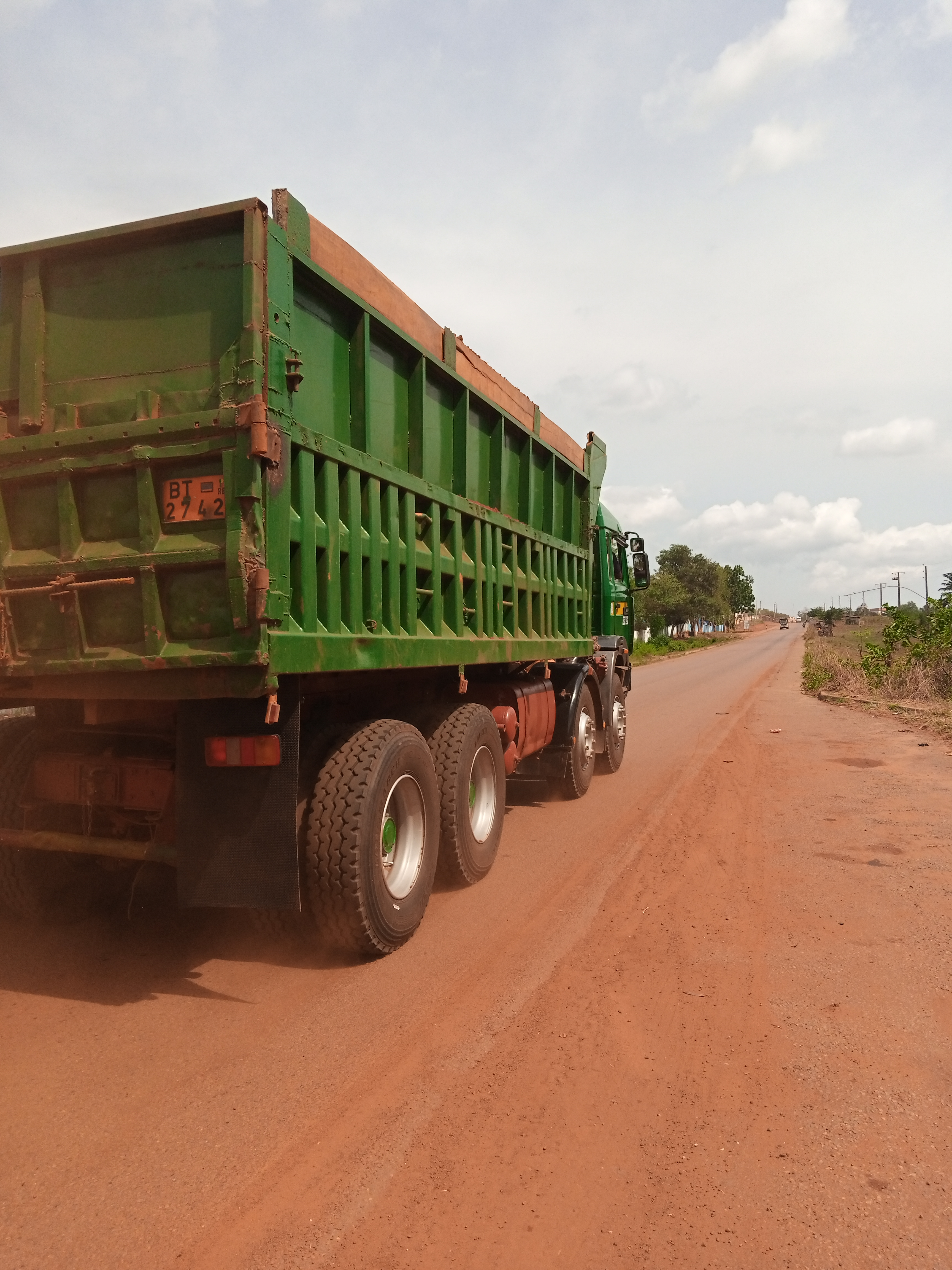